# 天神社 (糸島市)
天神社（てんじんしゃ）は福岡県糸島市神在にある天照大神を祀る神社。神功皇后が三韓征伐へ向かう途中、天神山と鷹ヶ峰（宮地嶽）の間を霞がたなびく姿に「此の処には神が有ます」と瑞祥を得た由縁の地、天神山に天照大神を祀る。はじめ伊勢神宮の元神職の邸内社であったが、平成の御代に現在の地に遷座した。